# Verdy Kawasaki 1994
Questa voce raccoglie le informazioni riguardanti il Verdy Kawasaki nelle competizioni ufficiali della stagione 1994.

## Stagione
Per il quarto anno consecutivo (secondo da squadra professionistica), il Verdy Kawasaki si confermò campione del Giappone: dopo aver concluso la Suntory Series della J. League a metà classifica, la squadra ebbe accesso alla finale vincendo la successiva fase. Nei due incontri decisivi contro il Sanfrecce Hiroshima il Verdy Kawasaki prevalse con due vittorie di misura. In quella stessa stagione la squadra difese fino in fondo la coppa di lega, prevalendo per il terzo anno consecutivo grazie a una vittoria sul Júbilo Iwata, mentre in Coppa dell'Imperatore fu eliminata al secondo turno dal Cerezo Osaka, futuro finalista della competizione. Nel Campionato d'Asia il Verdy Kawasaki si qualificò per il girone di quarti di finale, dove fu estromesso dalle semifinali a causa della peggior differenza reti nei confronti del Thai Farmers Bank.

## Maglie e sponsor
Le maglie impiegate per il campionato sono prodotte dalla Mizuno, mentre quelle per la coppa nazionale della Puma. Lo sponsor è Coca Cola.
| Manica sinistra · Manica sinistra · Maglietta · Maglietta · Manica destra · Manica destra · Pantaloncini · Calzettoni | Manica sinistra · Manica sinistra · Maglietta · Manica destra · Manica destra · Pantaloncini · Calzettoni |  |

## Rosa
| N. |                     | Ruolo | Calciatore          |
| -- | ------------------- | ----- | ------------------- |
| -  | Giappone (bandiera) | P     | Shinkichi Kikuchi   |
| -  | Giappone (bandiera) | P     | Takayuki Fujikawa   |
| -  | Giappone (bandiera) | P     | Yūji Keigoshi       |
| -  | Giappone (bandiera) | P     | Hiroki Koike        |
| -  | Giappone (bandiera) | D     | Satoshi Tsunami     |
| -  | Giappone (bandiera) | D     | Kenichiro Tokura    |
| -  | Giappone (bandiera) | D     | Tadashi Nakamura    |
| -  | Giappone (bandiera) | D     | Mitsuhiro Kawamoto  |
| -  | Giappone (bandiera) | D     | Koichi Togashi      |
| -  | Giappone (bandiera) | D     | Keizo Adachi        |
| -  | Giappone (bandiera) | D     | Kō Ishikawa         |
| -  | Giappone (bandiera) | D     | Tatsuya Murata      |
| -  | Giappone (bandiera) | D     | Shun Suzuki         |
| -  | Giappone (bandiera) | D     | Hisashi Katō        |
| -  | Giappone (bandiera) | D     | Yūji Hironaga       |
| -  | Giappone (bandiera) | D     | Junji Nishizawa     |
| -  | Giappone (bandiera) | D     | Toshimi Kikuchi     |
| -  | Brasile (bandiera)  | C     | Luiz Carlos Pereira |
| -  | Giappone (bandiera) | C     | Junichi Watanabe    |
| -  | Giappone (bandiera) | C     | Shingi Ono          |

| N. |                     | Ruolo | Calciatore             |
| -- | ------------------- | ----- | ---------------------- |
| -  | Brasile (bandiera)  | C     | Capitão                |
| -  | Giappone (bandiera) | C     | Takayuki Yamaguchi     |
| -  | Giappone (bandiera) | C     | Shigetoshi Hasebe      |
| -  | Giappone (bandiera) | C     | Masahiro Sukigara      |
| -  | Giappone (bandiera) | C     | Hideki Nagai           |
| -  | Giappone (bandiera) | C     | Ruy Ramos              |
| -  | Giappone (bandiera) | C     | Tetsuya Totsuka        |
| -  | Giappone (bandiera) | C     | Yoshiyuki Katō         |
| -  | Brasile (bandiera)  | C     | Bismarck Barreto Faria |
| -  | Giappone (bandiera) | C     | Tsuyoshi Kitazawa      |
| -  | Giappone (bandiera) | C     | Tetsuji Hashiratani    |
| -  | Brasile (bandiera)  | C     | Paulo Rodrigues Bulk   |
| -  | Giappone (bandiera) | A     | Kazuo Ozaki            |
| -  | Giappone (bandiera) | A     | Kazuyoshi Miura        |
| -  | Giappone (bandiera) | A     | Nobuhiro Takeda        |
| -  | Giappone (bandiera) | A     | Shinji Fujiyoshi       |
| -  | Giappone (bandiera) | A     | Tomohiro Hasumi        |
| -  | Giappone (bandiera) | A     | Yoshinori Abe          |
| -  | Giappone (bandiera) | A     | Takashi Ujiie          |
| -  | Brasile (bandiera)  | A     | Bentinho               |

## Statistiche

### Statistiche di squadra
| Competizione          | Punti | Totale | Totale | Totale | Totale | Totale | Totale | DR  |
| Competizione          | Punti | G      | V      | N      | P      | Gf     | Gs     | DR  |
| --------------------- | ----- | ------ | ------ | ------ | ------ | ------ | ------ | --- |
| J. League             | -     | 44     | 31     | 0      | 13     | 91     | 47     | +44 |
| Coppa dell'Imperatore | -     | 2      | 1      | 0      | 1      | 4      | 2      | +2  |
| J. League Cup         | -     | 3      | 3      | 0      | 0      | 10     | 1      | +9  |
| Campionato d'Asia     | -     | 5      | 2      | 2      | 1      | 6      | 8      | -2  |
| Totale                | -     | 54     | 37     | 2      | 15     | 111    | 58     | +53 |

### Statistiche dei giocatori
| Giocatore   | J. League | J. League | J. League Cup | J. League Cup | Coppa dell'Imperatore | Coppa dell'Imperatore | Totale   | Totale |
| Giocatore   | Presenze  | Reti      | Presenze      | Reti          | Presenze              | Reti                  | Presenze | Reti   |
| ----------- | --------- | --------- | ------------- | ------------- | --------------------- | --------------------- | -------- | ------ |
| Abe         | 11        | 1         | -             | -             | -                     | -                     | 11       | 1      |
| Bentinho    | 16        | 13        | 3             | 2             | 1                     | -                     | 20       | 15     |
| Bismarck    | 42        | 14        | 3             | 6             | 2                     | 1                     | 47       | 21     |
| Capitão     | 18        | -         | -             | -             | 1                     | -                     | 19       | -      |
| Fujikawa    | 6         | -         | 1             | -             | -                     | -                     | 7        | -      |
| Fujiyoshi   | 8         | 3         | -             | -             | 2                     | -                     | 10       | 3      |
| Hasebe      | 20        | 1         | 1             | -             | 1                     | -                     | 22       | 1      |
| Hashiratani | 40        | 2         | 3             | -             | 2                     | -                     | 45       | 2      |
| Hironaga    | 18        | 1         | 3             | -             | 2                     | -                     | 23       | 1      |
| H. Kato     | 7         | -         | -             | -             | -                     | -                     | 7        | -      |
| Y. Kato     | 6         | -         | -             | -             | -                     | -                     | 6        | -      |
| Kawamoto    | 13        | -         | -             | -             | -                     | -                     | 13       | -      |
| Kikuchi     | 39        | -         | 2             | -             | 2                     | -                     | 43       | -      |
| Kitazawa    | 40        | 9         | 3             | 1             | 2                     | 1                     | 45       | 11     |
| Ishikawa    | 40        | 1         | 3             | -             | 2                     | -                     | 45       | 1      |
| Ishizuka    | 7         | 1         | -             | -             | 2                     | 1                     | 9        | 2      |
| Miura       | 22        | 16        | -             | -             | -                     | -                     | 22       | 16     |
| Nagai       | 15        | -         | 2             | -             | 1                     | -                     | 18       | -      |
| Nakamura    | 21        | -         | 1             | -             | 1                     | -                     | 23       | -      |
| Nishizawa   | 7         | 1         | -             | -             | -                     | -                     | 7        | 1      |
| Paulo       | 3         | -         | -             | -             | -                     | -                     | 3        | -      |
| Pereira     | 43        | 3         | 3             | -             | 2                     | -                     | 48       | 3      |
| Ramos       | 26        | 3         | 3             | -             | -                     | -                     | 29       | 3      |
| Takeda      | 40        | 23        | 3             | 1             | -                     | -                     | 43       | 24     |
| Tokura      | 11        | -         | 3             | -             | -                     | -                     | 14       | -      |
| Totsuka     | 7         | -         | -             | -             | -                     | -                     | 7        | -      |
| Tsunami     | 8         | -         | -             | -             | 2                     | 1                     | 10       | 1      |
| Watanabe    | 1         | -         | -             | -             | -                     | -                     | 1        | -      |